# Metropolia Florianópolis
Metropolia Florianópolis – metropolia Kościoła rzymskokatolickiego w Brazylii. Składa się z metropolitalnej archidiecezji Florianópolis i dwóch diecezji. Została erygowana 17 stycznia 1927 r. konstytucją apostolską Inter praecipuas papieża Piusa XI. W 2024 roku z jej terytorium utworzono dwie nowe metropolie: Joinville i Chapecó. Od 2011 r. godność arcybiskupa metropolity sprawuje abp Wilson Tadeu Jönck.
W skład metropolii wchodzą:
- Archidiecezja Florianópolis
  - Diecezja Criciúma
  - Diecezja Tubarão

Prowincja kościelna Florianópolis, wraz z metropoliami Joinville i Chapecó, tworzy region kościelny Sul IV, zwany też regionem Santa Catarina.

## Metropolici
- Joaquim Domingues de Oliveira (1927 – 1967)
- Alfonso Niehues (1967 – 1991)
- Eusébio Scheid (1991 – 2001)
- Murilo Krieger (2002 – 2011)
- Wilson Tadeu Jönck (od 2011)